# Cumbre del G-20 de Antalya
La Cumbre del G-20 de Antalya fue la décima cumbre de jefes de Estado y de Gobierno de los países del G-20. Las reuniones de los mandatarios fue llevada a cabo en los días 15 y 16 de noviembre de 2015 en Antalya (Turquía).
En la cumbre se presentaron las últimas medidas del plan aprobado en la reunión de San Petersburgo de 2013. Este plan contra la «erosión de la base imponible y la transferencia de beneficios», conocido como plan BEPS por sus siglas en inglés, contempla quince medidas, siete de las cuales ya fueron presentadas en la cumbre de Brisbane de 2014, para combatir las prácticas de las multinacionales que les permiten eludir el pago de impuestos, conseguir mayor transparencia en los datos que las empresas entregan al fisco y mejorar el intercambio de información entre países.

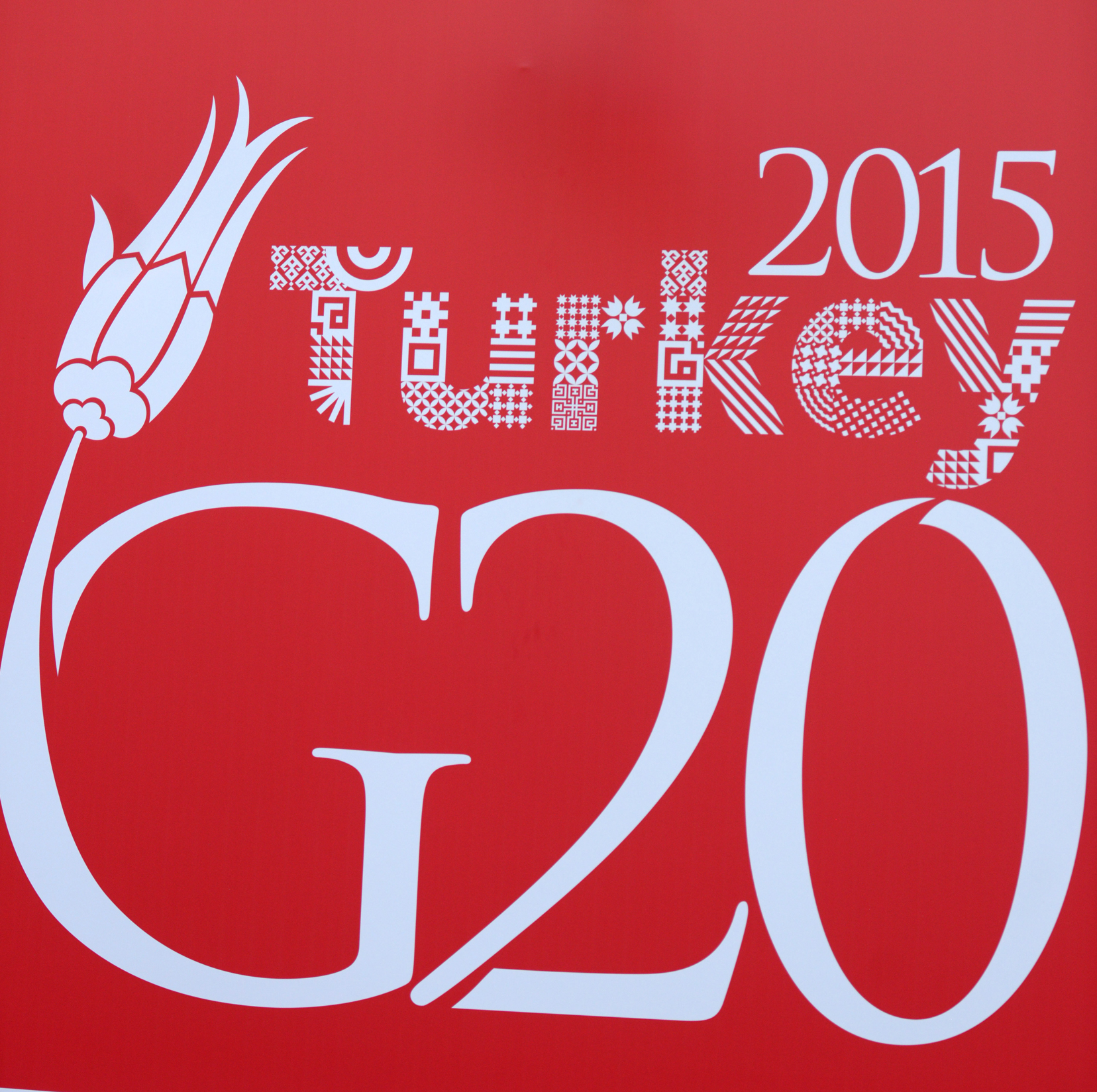
Logo oficial de la cumbre.

A la cumbre de 2015, además de los países miembros, se encontraron presente una serie de países y organismos invitados. Como en ocasiones anteriores, el anfitrión puede invitar a las reuniones a un máximo de cinco países no miembros del G-20 y a un número indeterminado de organizaciones internacionales. Además de España que tiene la categoría de «invitado permanente», países no miembros como Singapur y Azerbaiyán confirmaron su asistencia como invitados.

## Líderes participantes

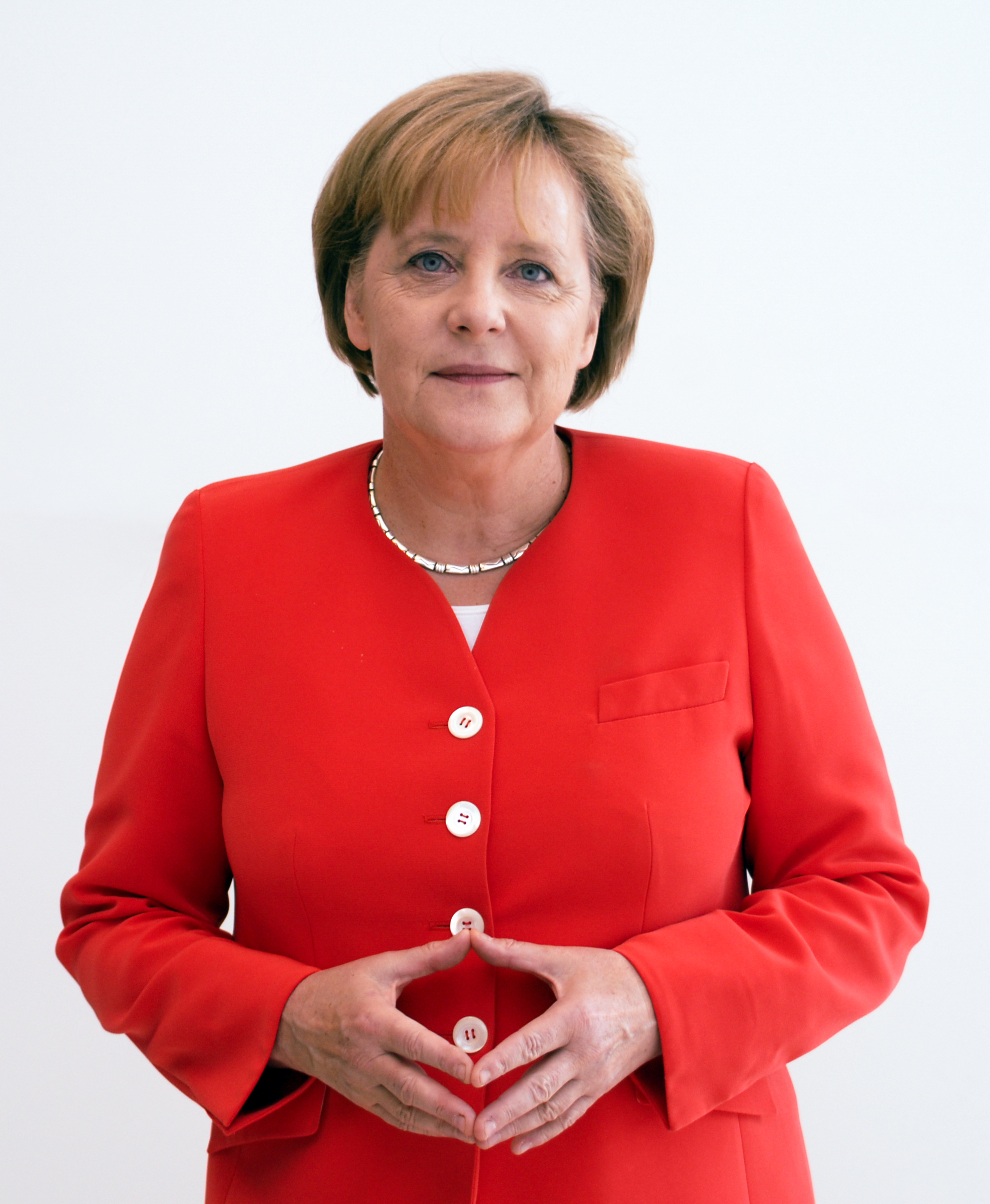
GER Angela Merkel, canciller
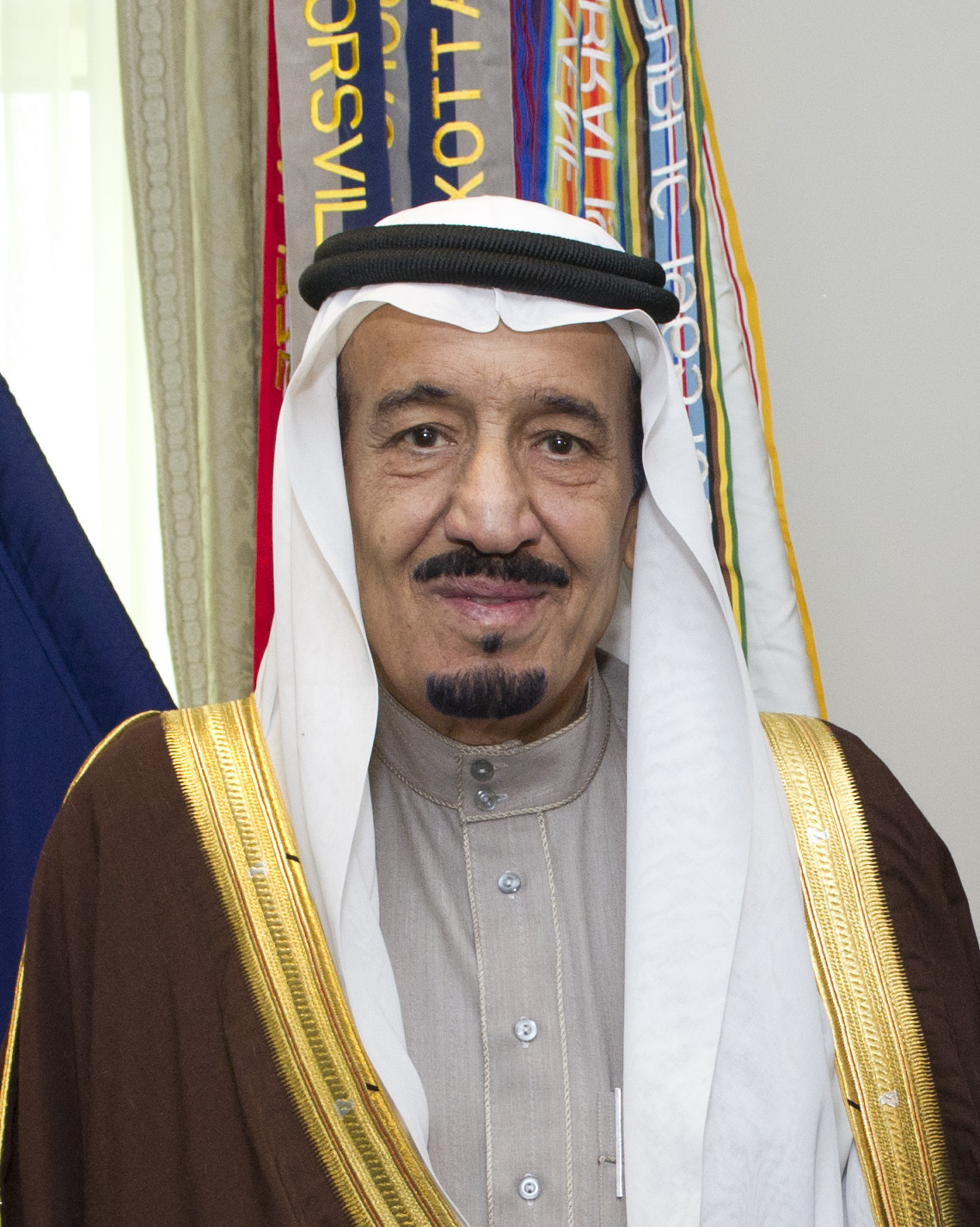
SAU Salmán, Rey
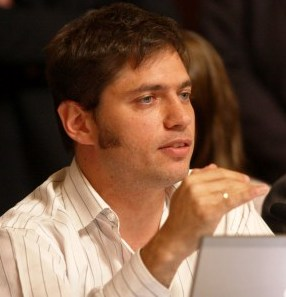
ARG Axel Kicillof, ministro de Economía
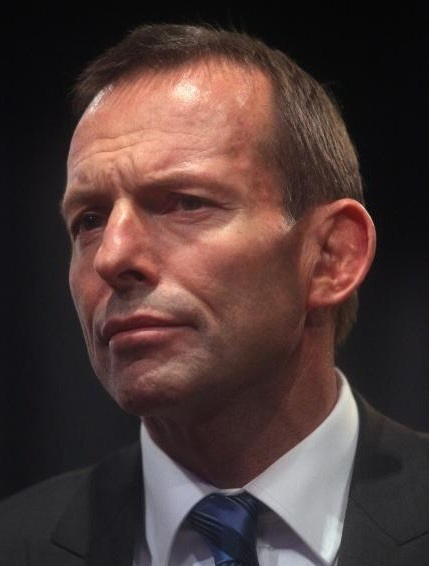
AUS Tony Abbott, primer ministro
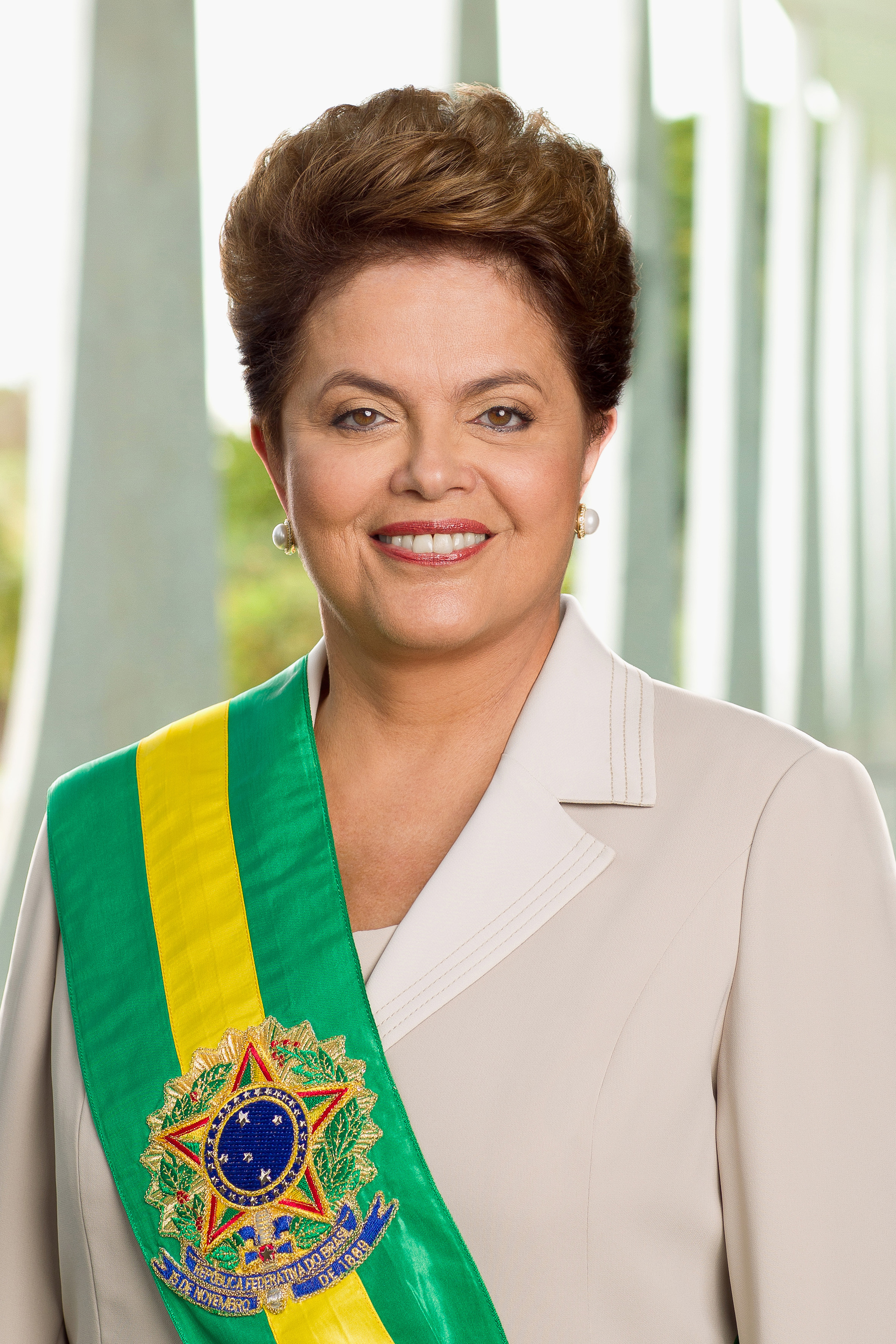
BRA Dilma Rousseff, presidenta
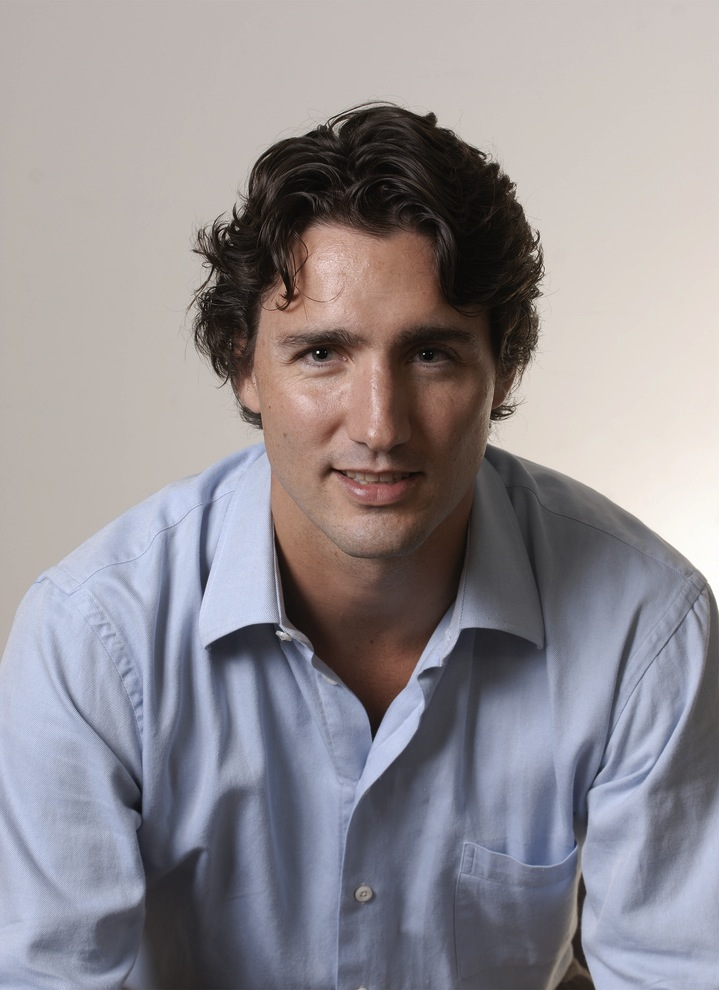
CAN Justin Trudeau, primer ministro
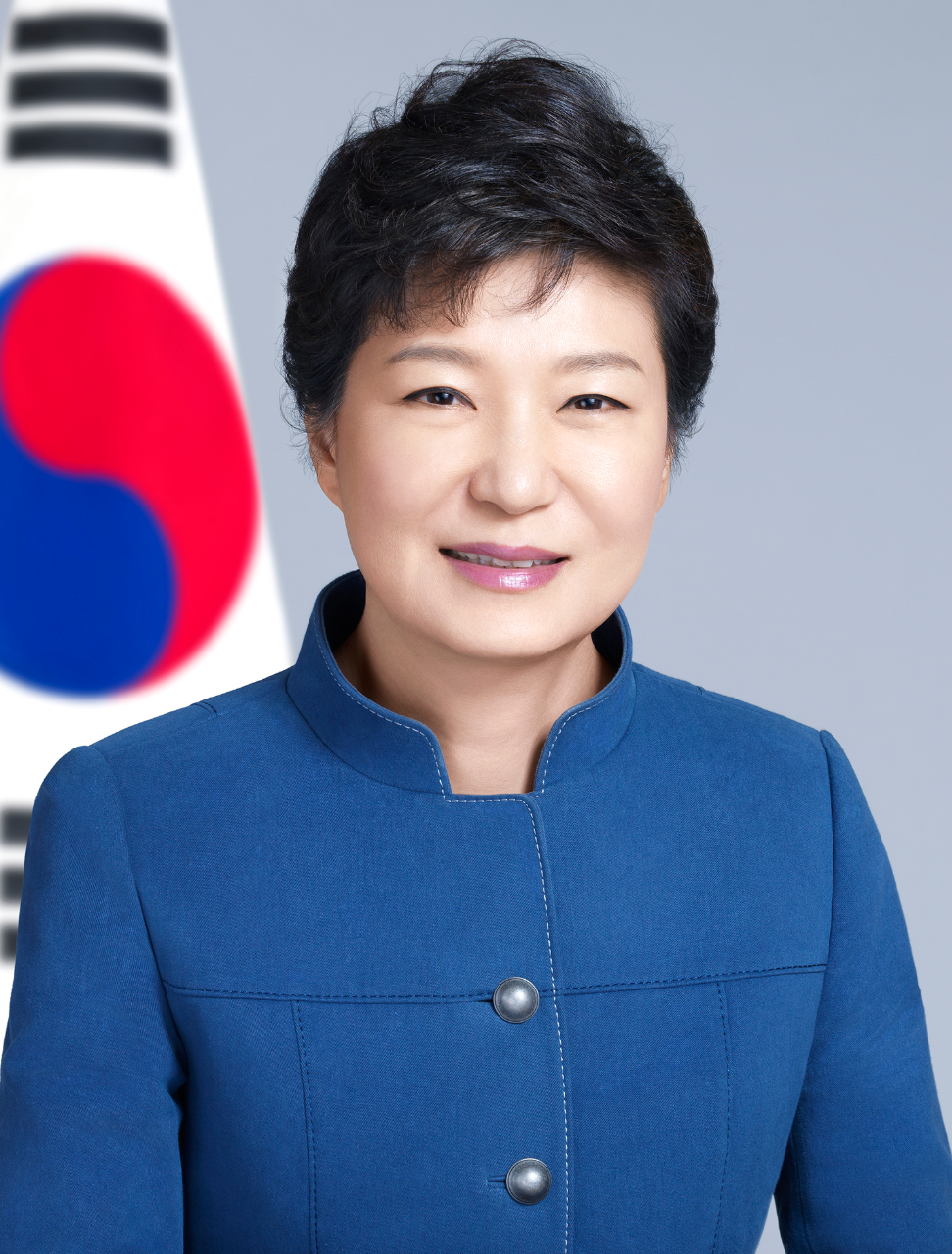
KOR Park Geun-hye, presidente
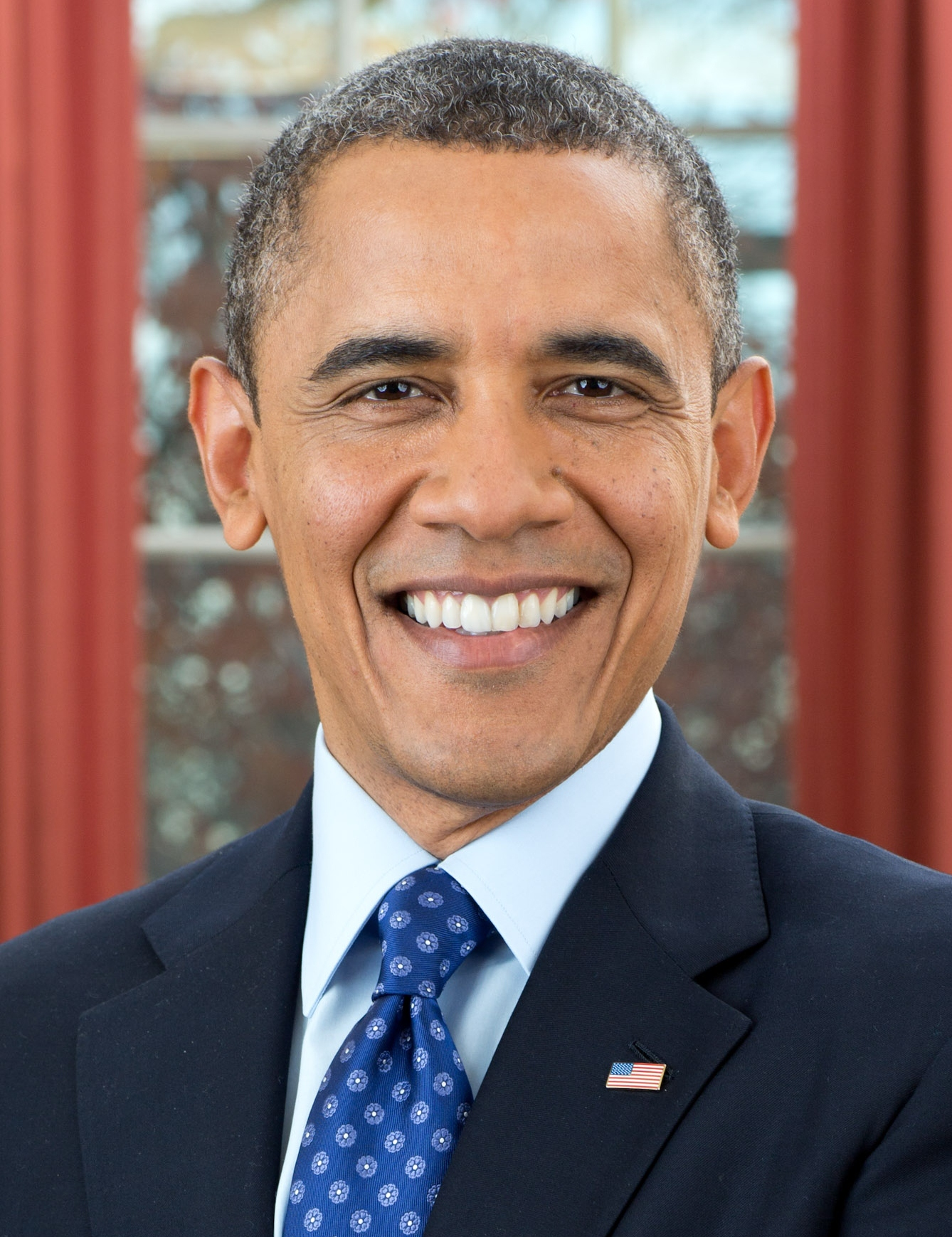
USA Barack Obama, presidente
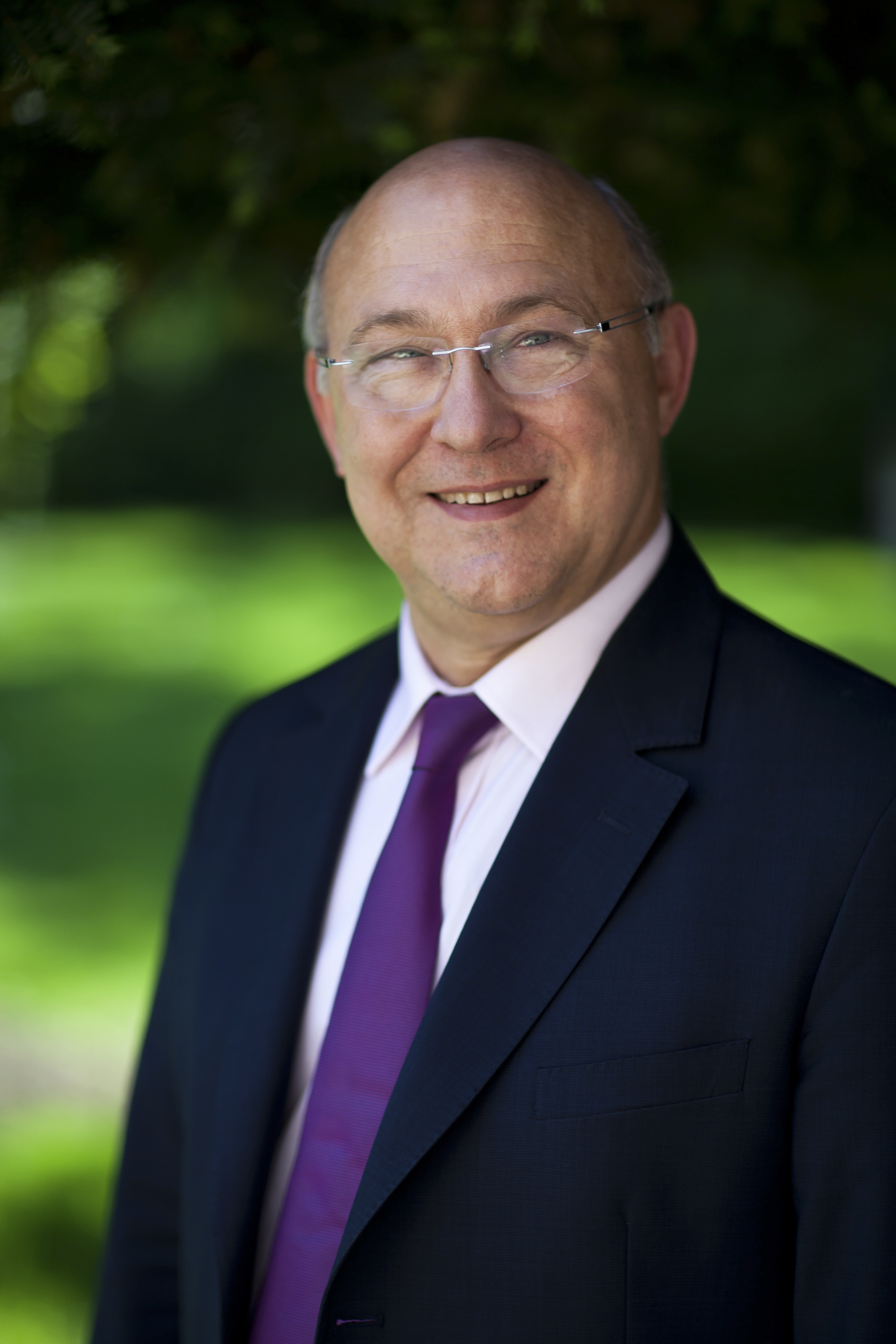
FRA Michel Sapin, ministro de Economía
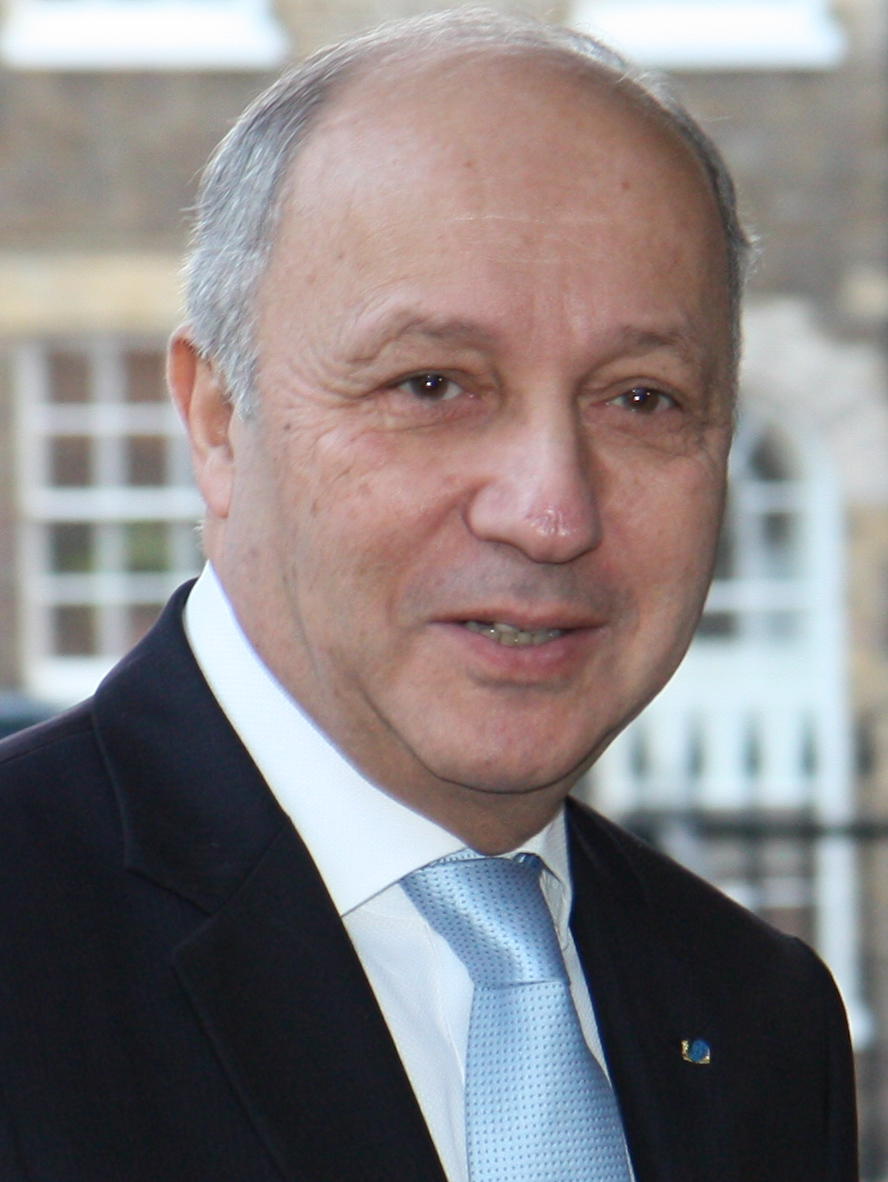
FRA Laurent Fabius, ministro de Asuntos Exteriores
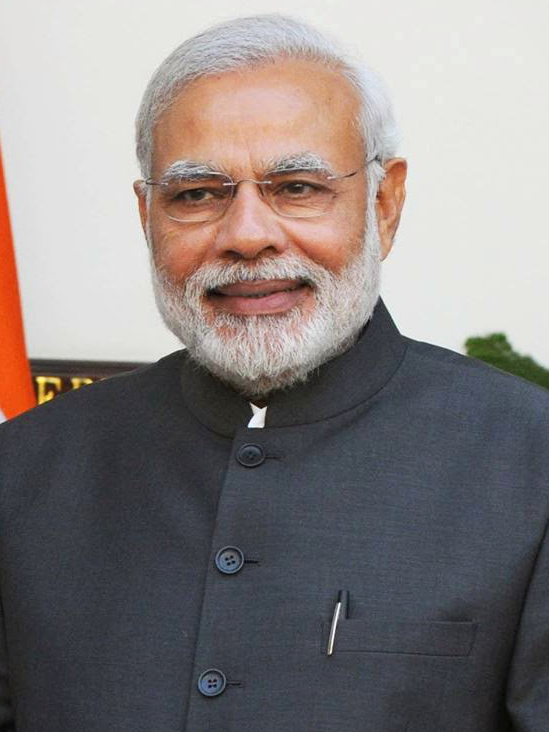
IND Narendra Modi, primer ministro
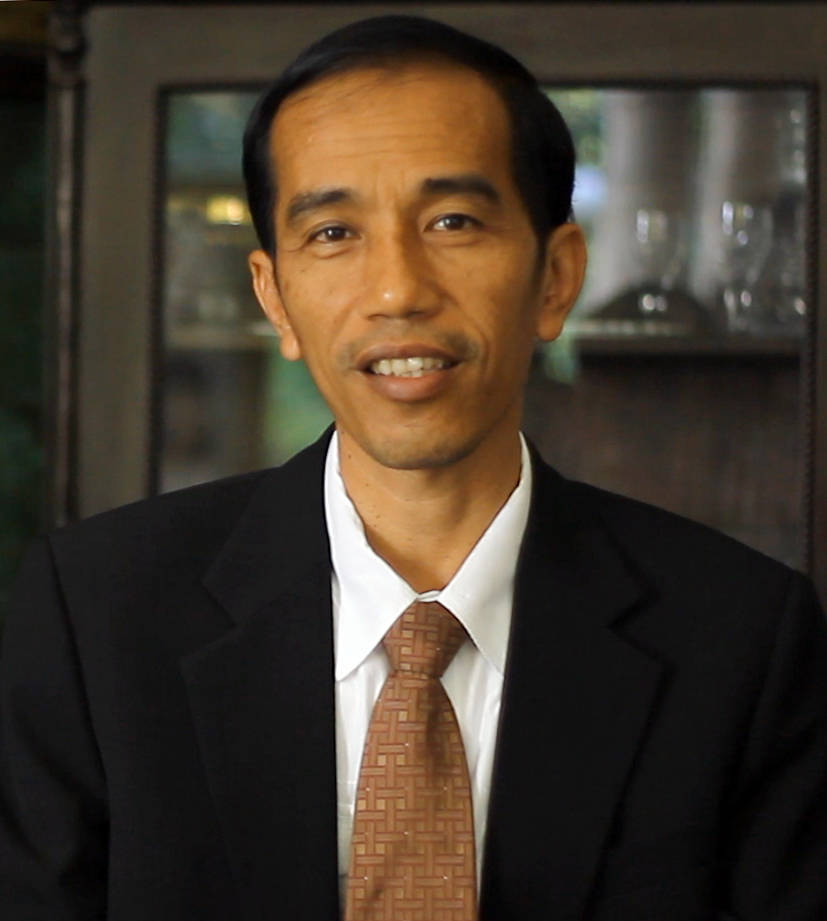
IDN Joko Widodo, presidente
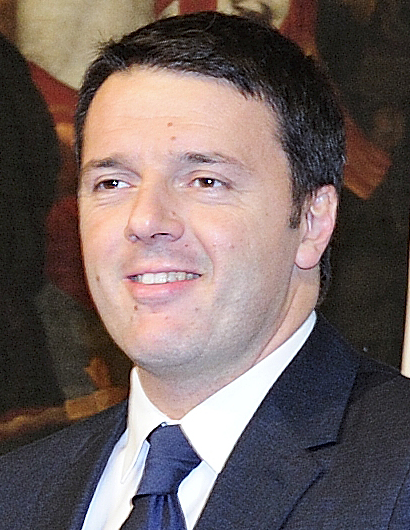
ITA Matteo Renzi, primer ministro
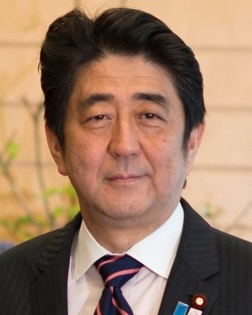
JPN Shinzō Abe, primer ministro
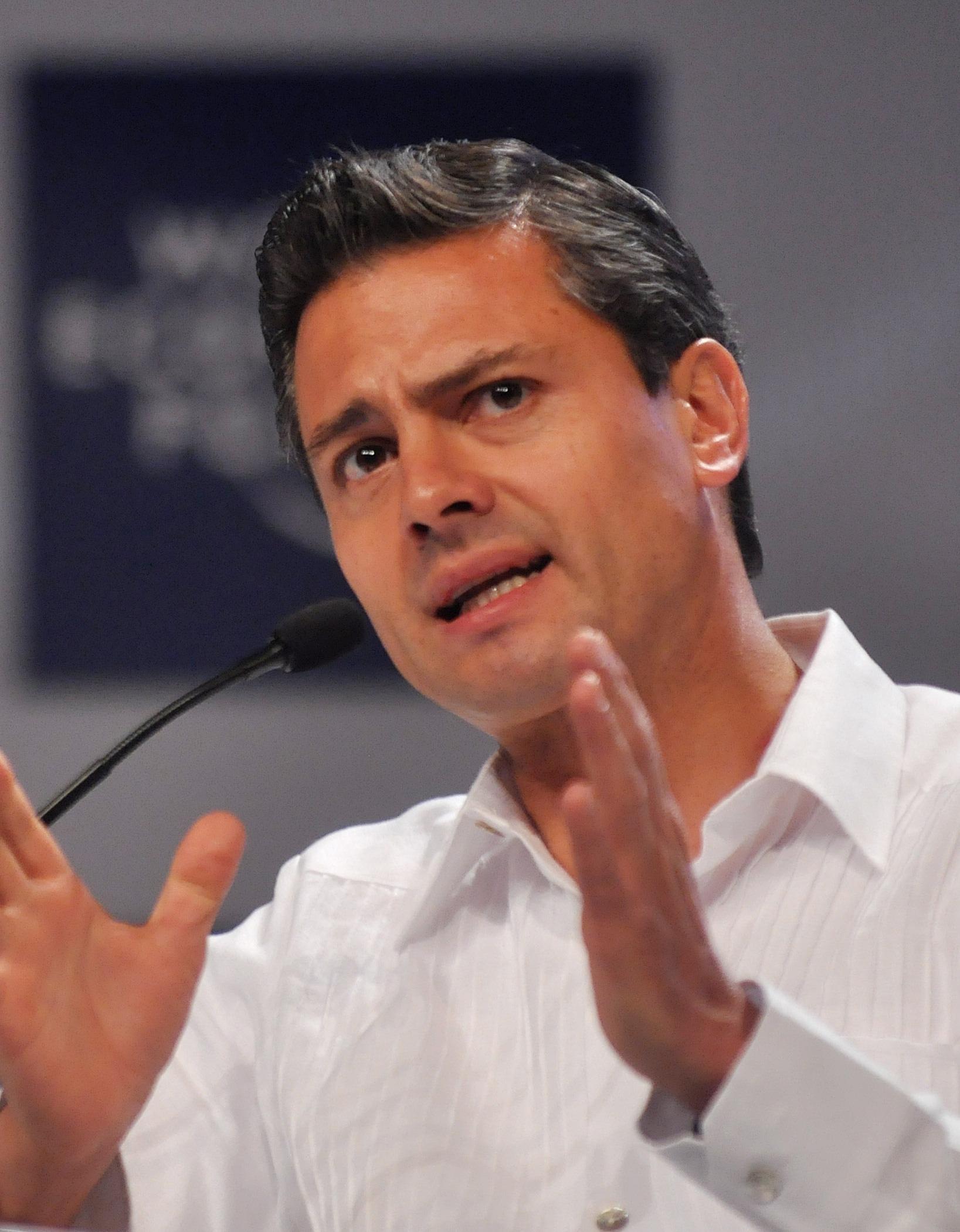
MEX Enrique Peña Nieto, presidente
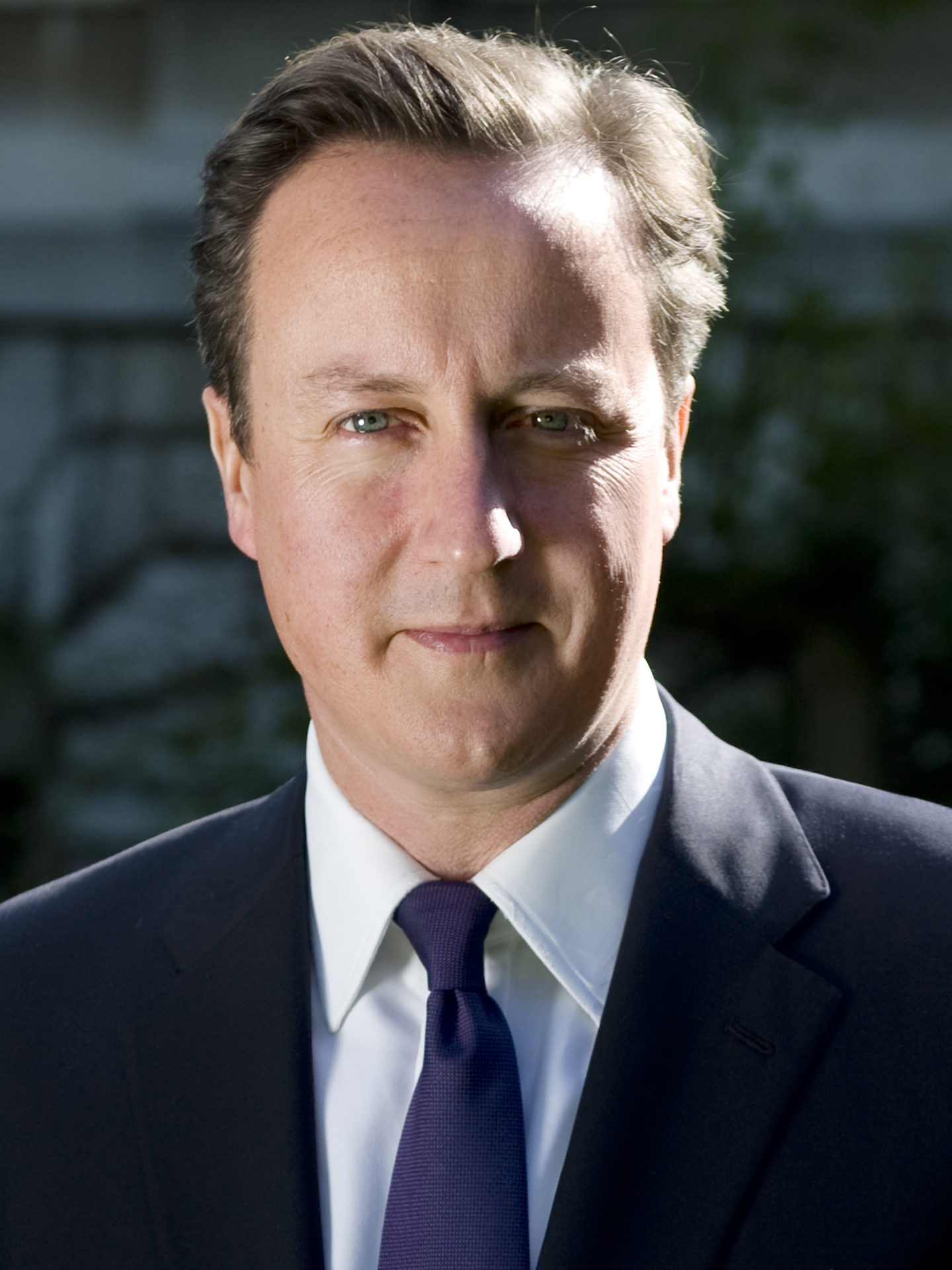
' David Cameron, primer ministro
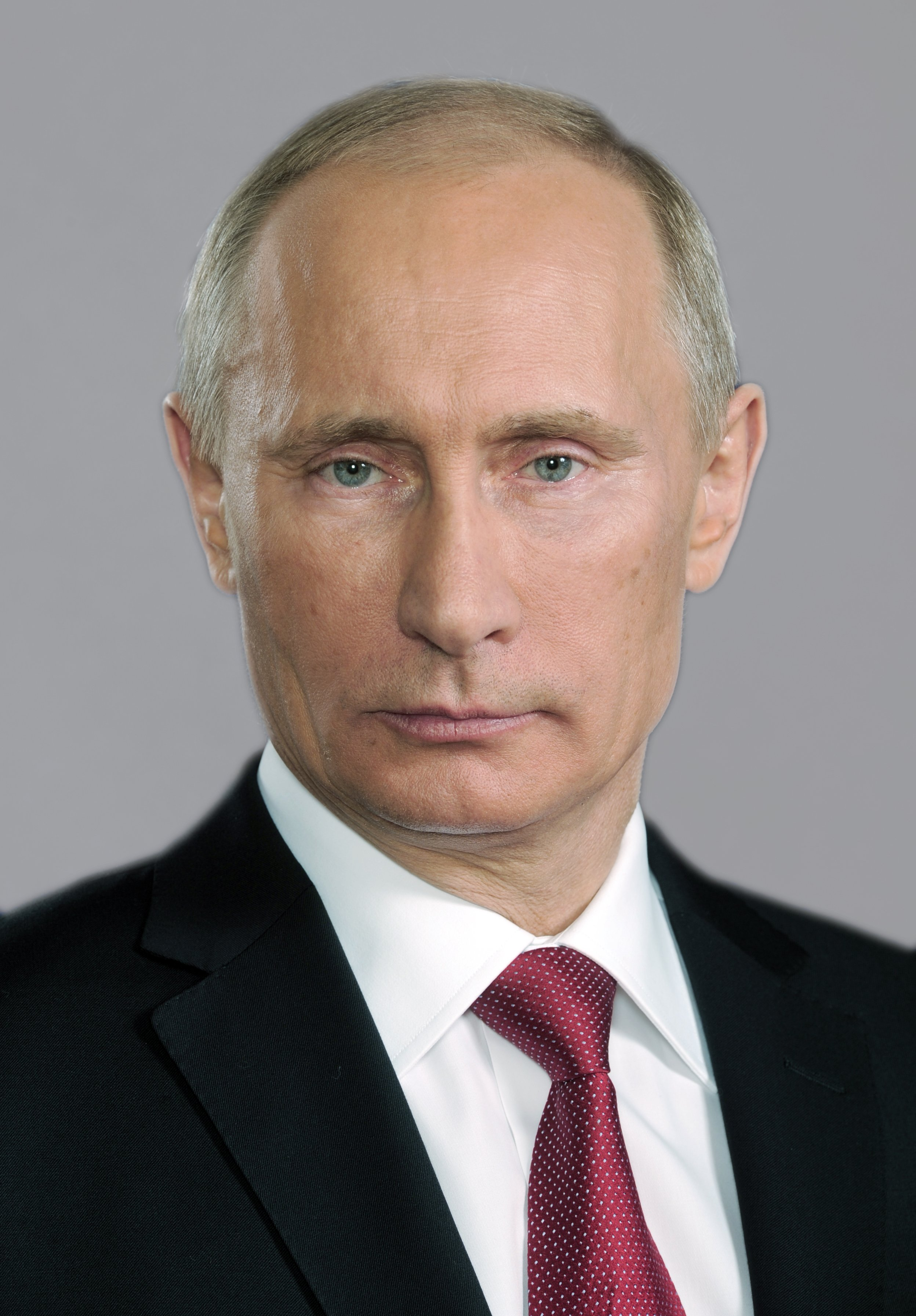
RUS Vladímir Putin, presidente
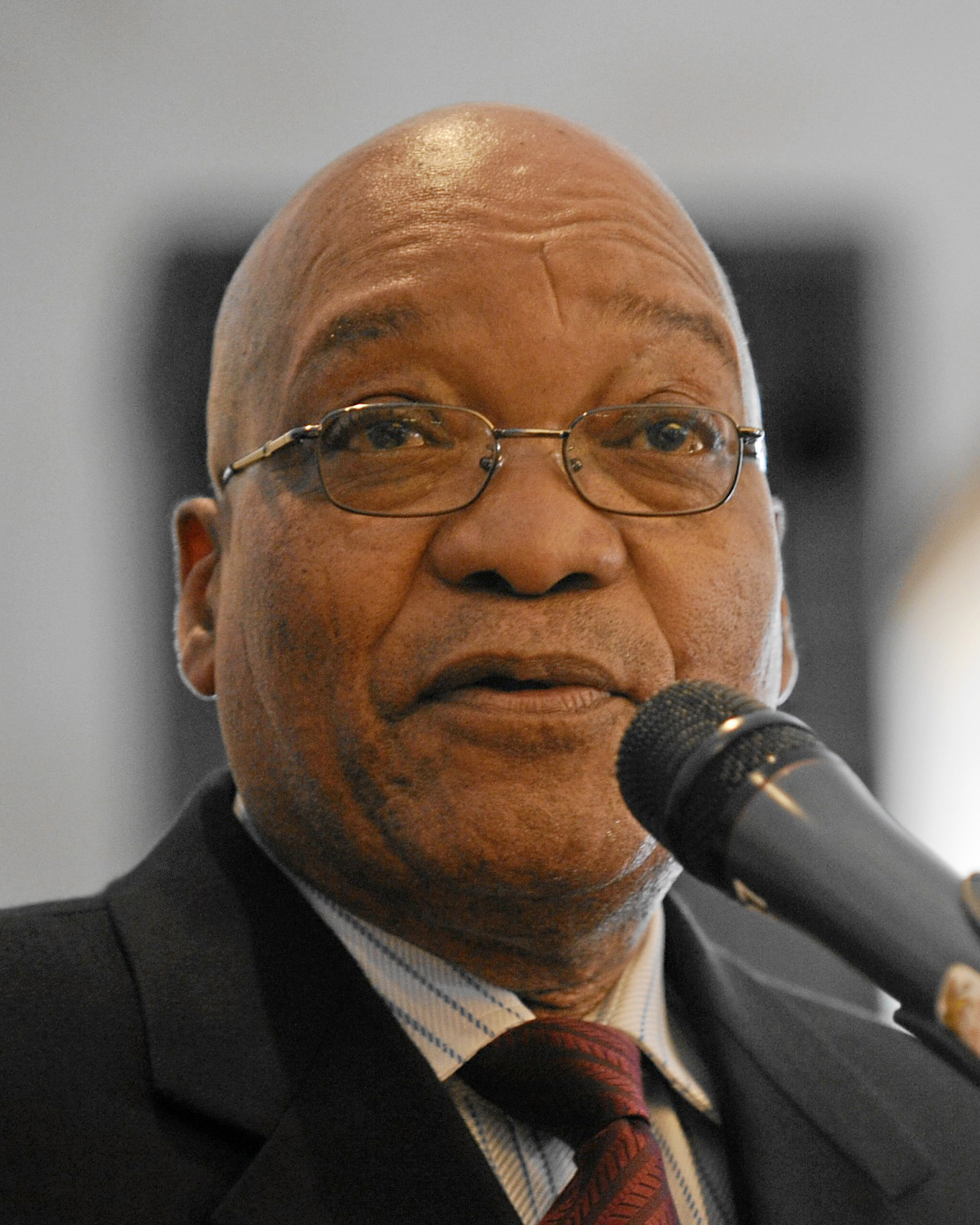
ZAF Jacob Zuma, presidente
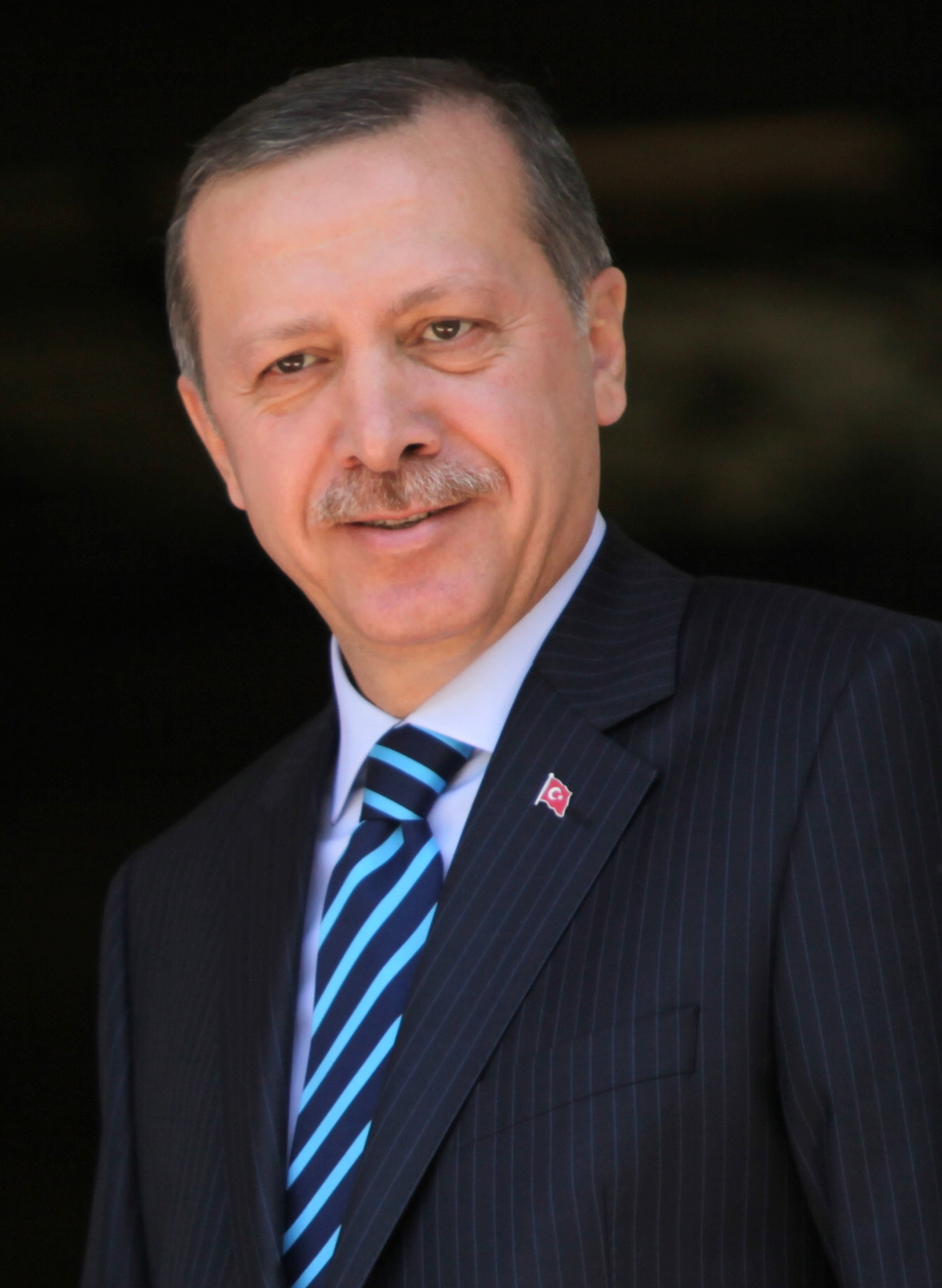
TUR Recep Tayyip Erdoğan, primer ministro (anfitrión)
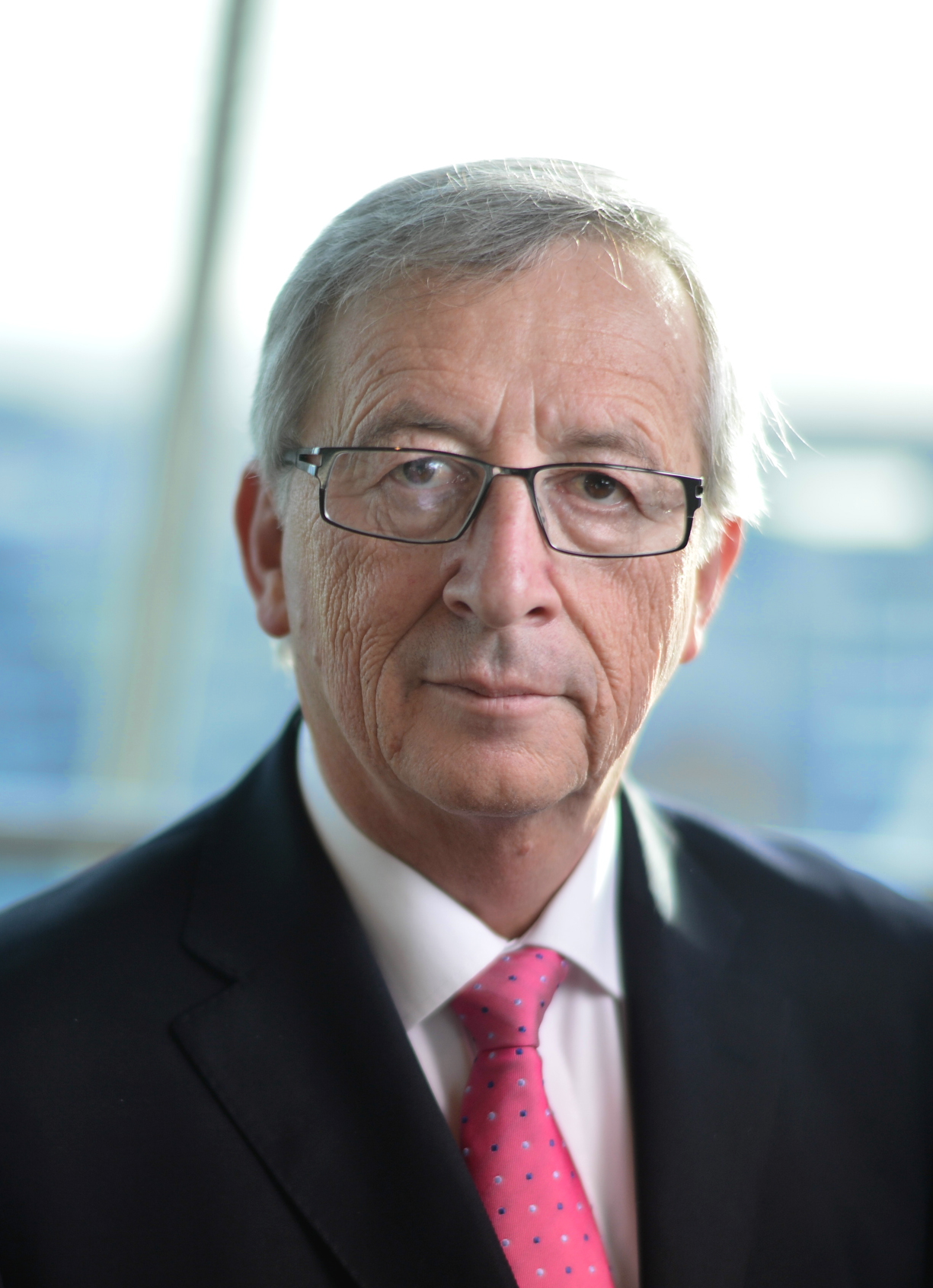
' Jean-Claude Juncker, presidente de la Comisión Europea
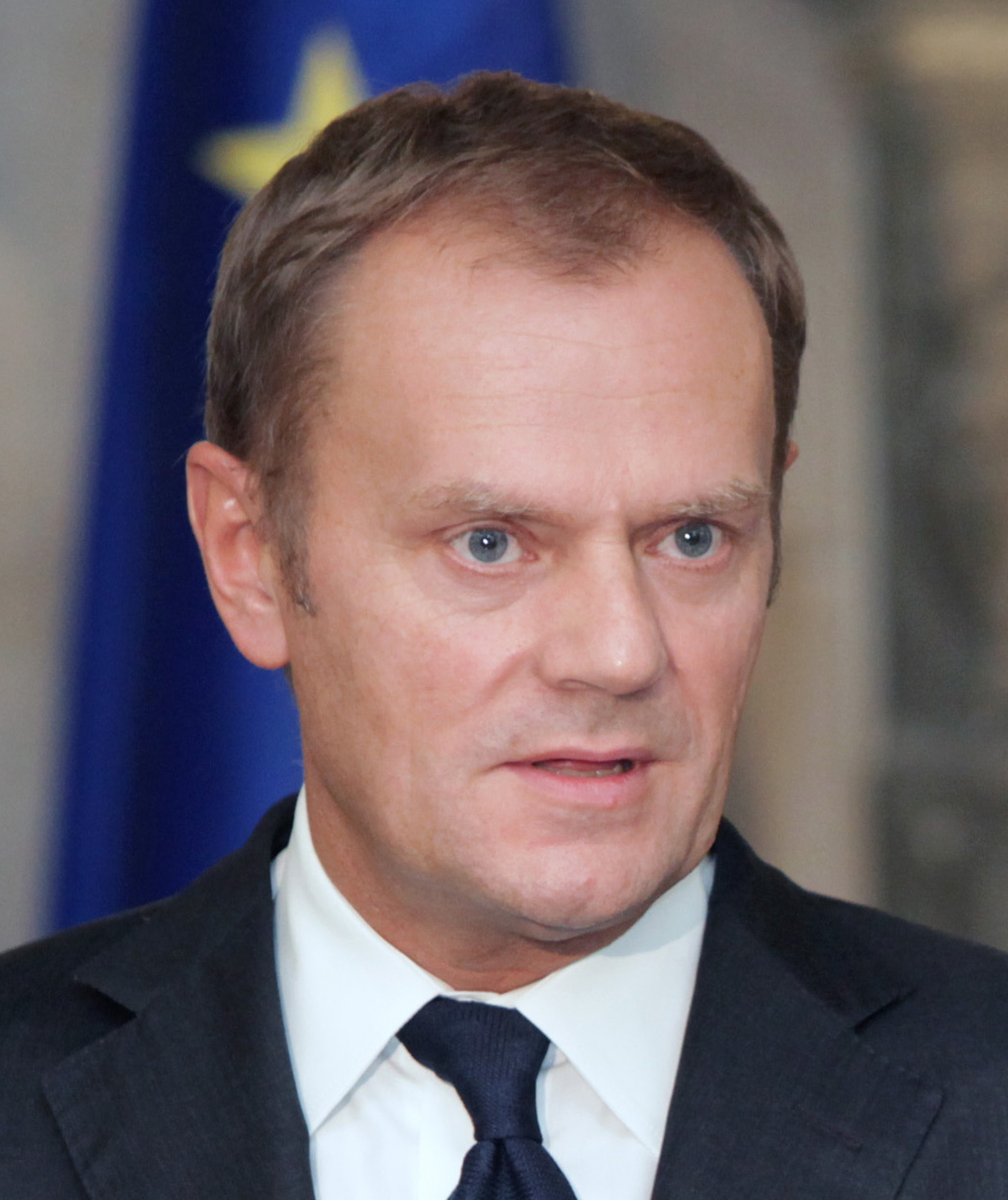
' Donald Tusk, presidente del Consejo Europeo

- Alemania
Angela Merkel, canciller
- Arabia Saudita
Salmán, Rey
- Argentina
Axel Kicillof, ministro de Economía[4]
- Australia
Tony Abbott, primer ministro
- Brasil
Dilma Rousseff, presidenta
- Canadá
Justin Trudeau, primer ministro
- Corea del Sur
Park Geun-hye, presidente
- Estados Unidos
Barack Obama, presidente
- Francia
Michel Sapin, ministro de Economía
- Francia
Laurent Fabius, ministro de Asuntos Exteriores
- India
Narendra Modi, primer ministro
- Indonesia
Joko Widodo, presidente
- Italia
Matteo Renzi, primer ministro
- Japón
Shinzō Abe, primer ministro
- México
Enrique Peña Nieto, presidente
- Reino Unido
David Cameron, primer ministro
- Rusia
Vladímir Putin, presidente
- Sudáfrica
Jacob Zuma, presidente
- Turquía
Recep Tayyip Erdoğan, primer ministro
(anfitrión)
- Unión Europea
Jean-Claude Juncker, presidente de la Comisión Europea
- Unión Europea
Donald Tusk, presidente del Consejo Europeo

## Líderes invitados

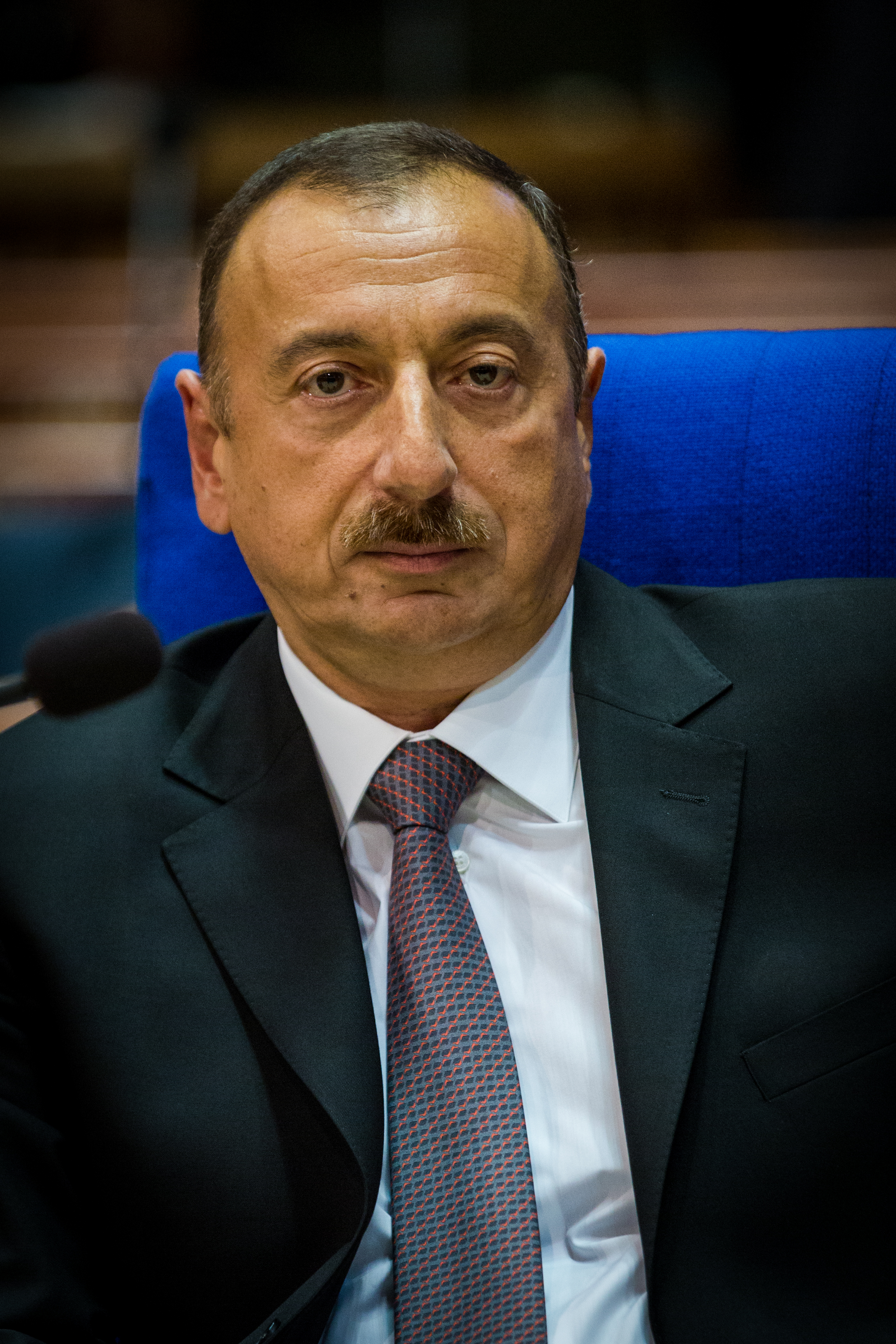
AZE Ilham Aliyev, Presidente
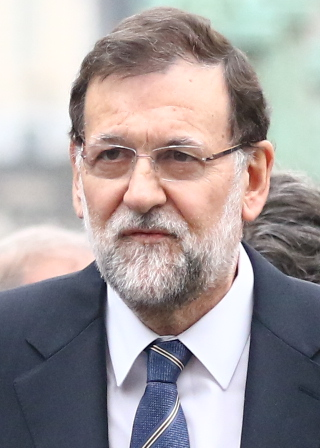
ESP Mariano Rajoy, Presidente, invitado permanente
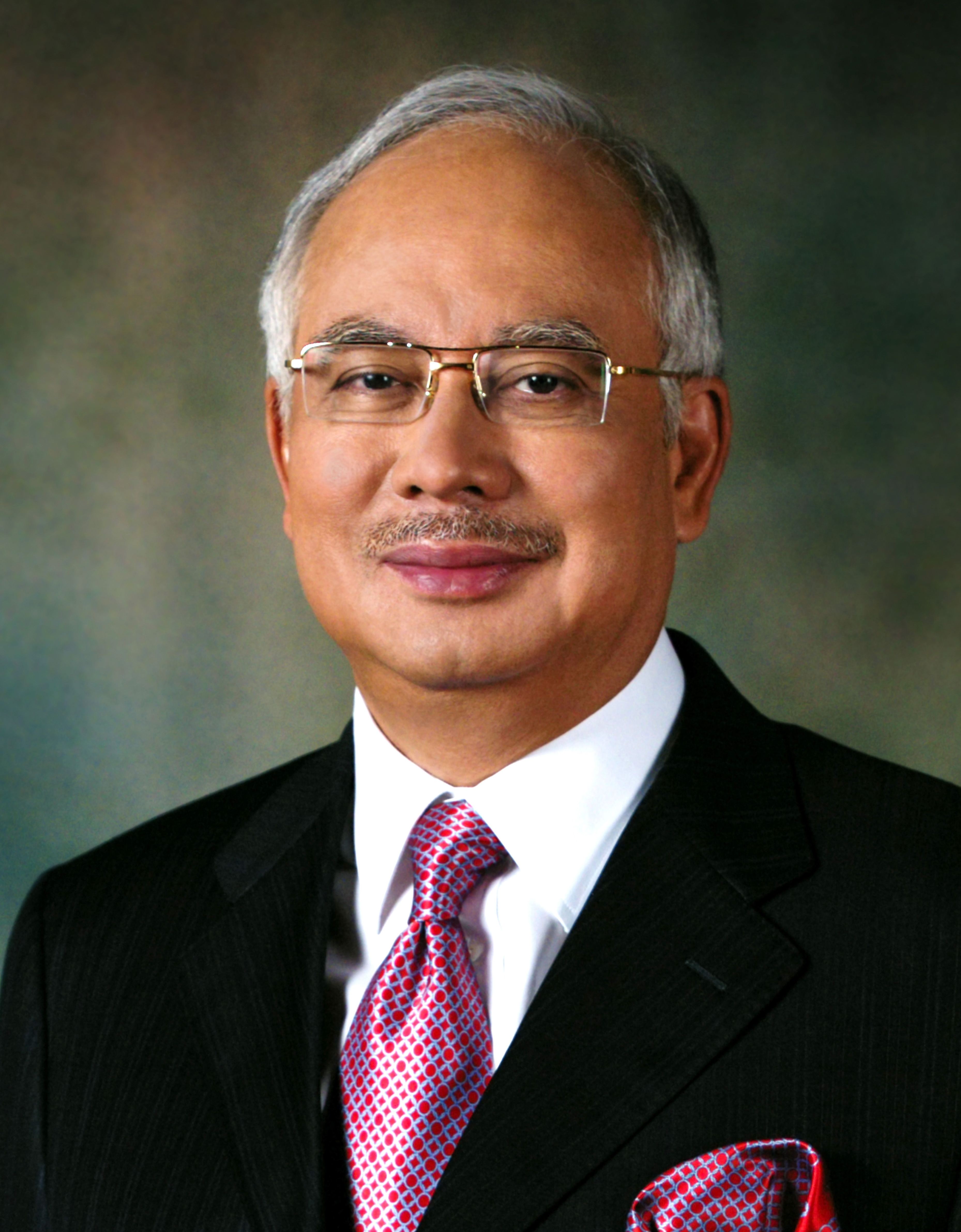
MYS Najib Razak, Primer Ministro
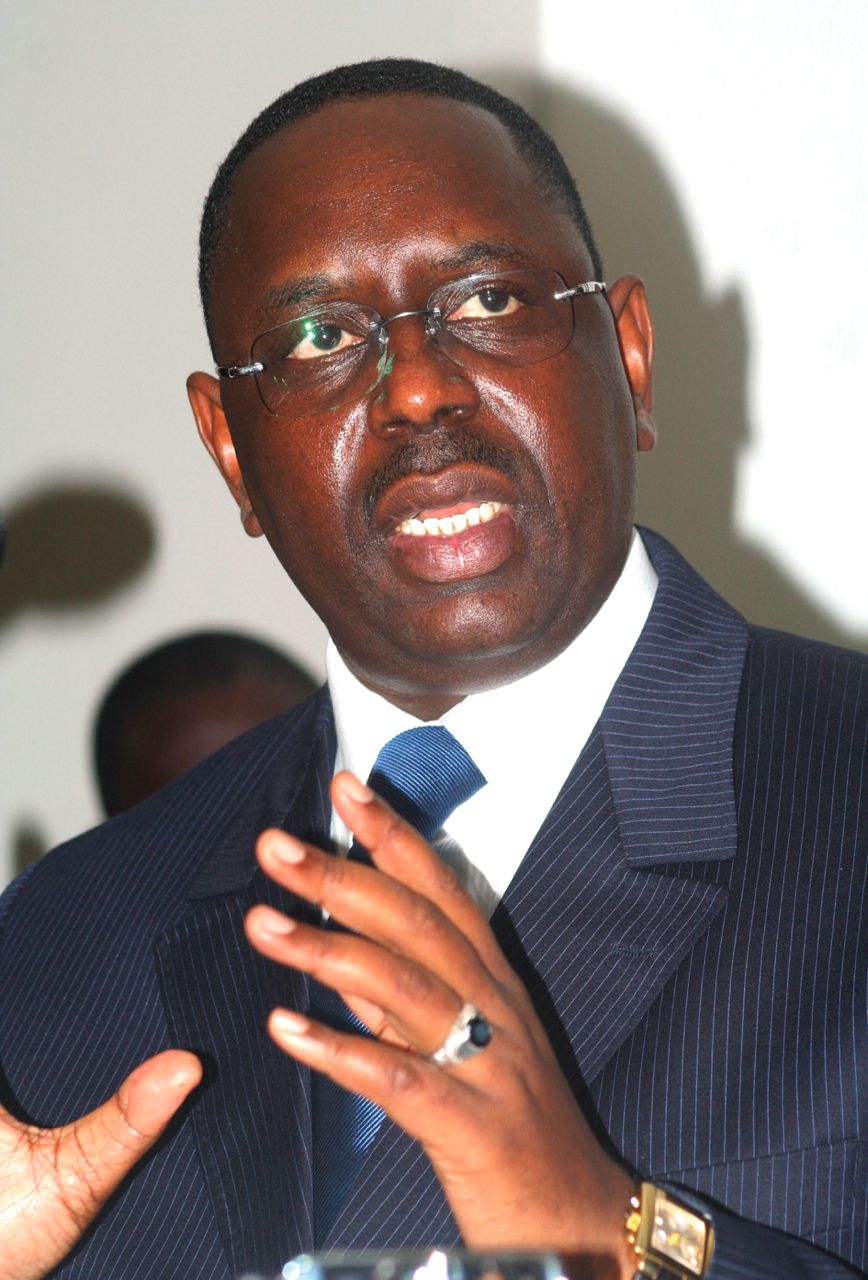
SEN Macky Sall, Presidente
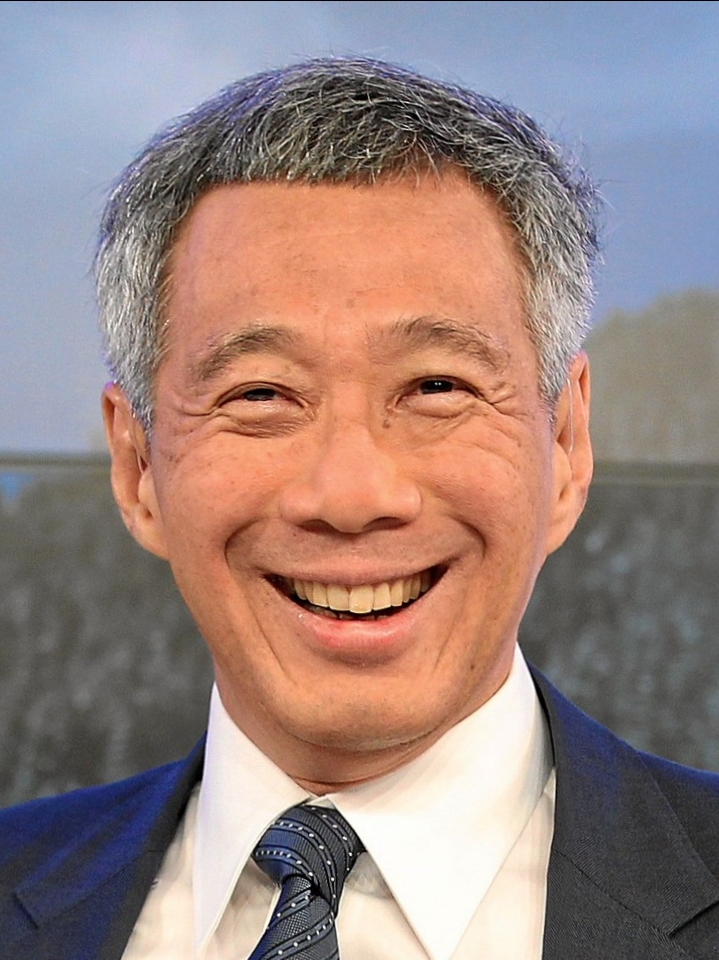
SGP Lee Hsien Loong, Primer Ministro
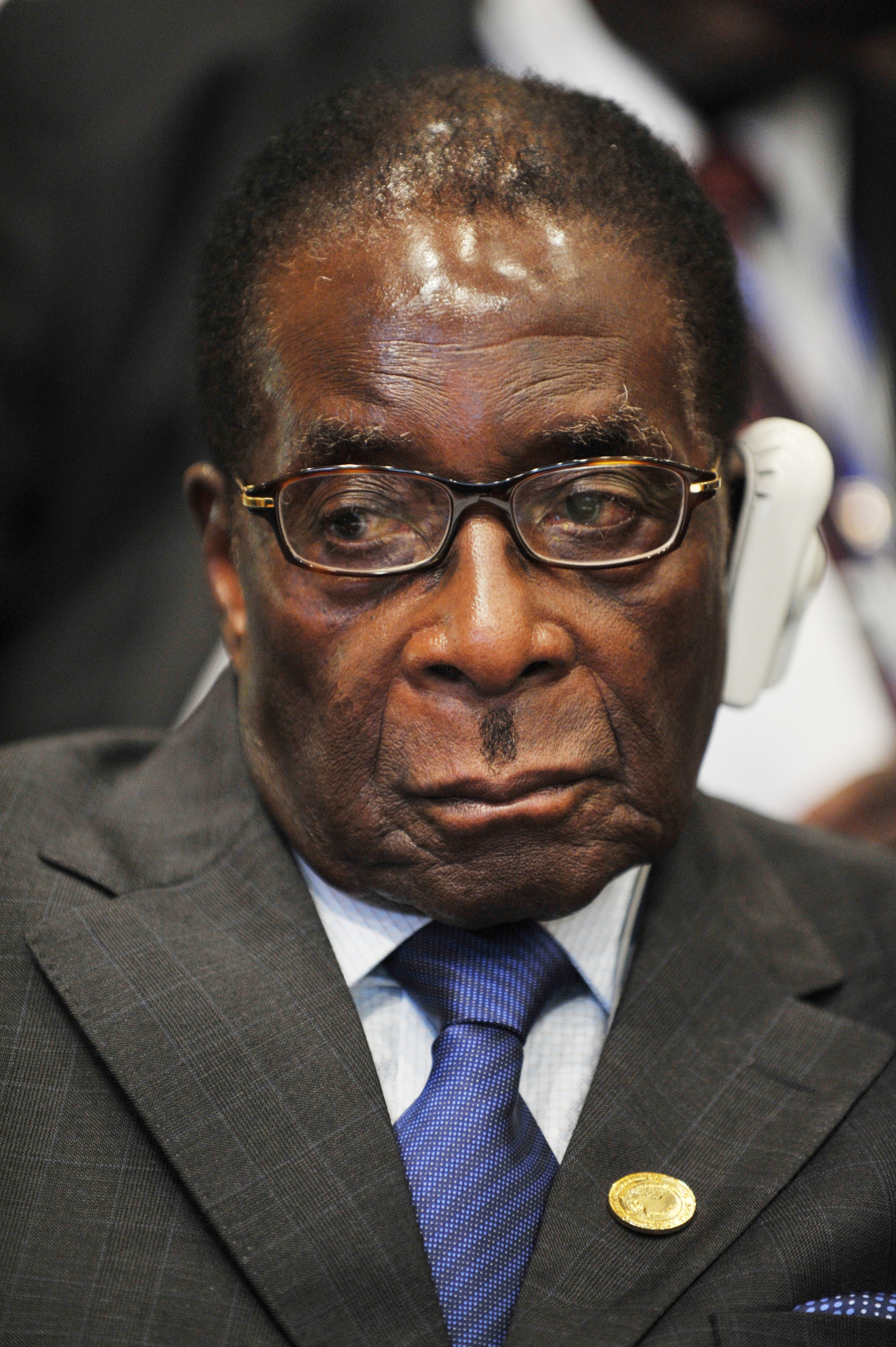
ZWE Robert Mugabe, Presidente

- Azerbaiyán
Ilham Aliyev, Presidente
- España
Mariano Rajoy, Presidente, invitado permanente
- Malasia
Najib Razak, Primer Ministro
- Senegal
Macky Sall, Presidente
- Singapur
Lee Hsien Loong, Primer Ministro
- Zimbabue
Robert Mugabe, Presidente

## Organizaciones internacionales

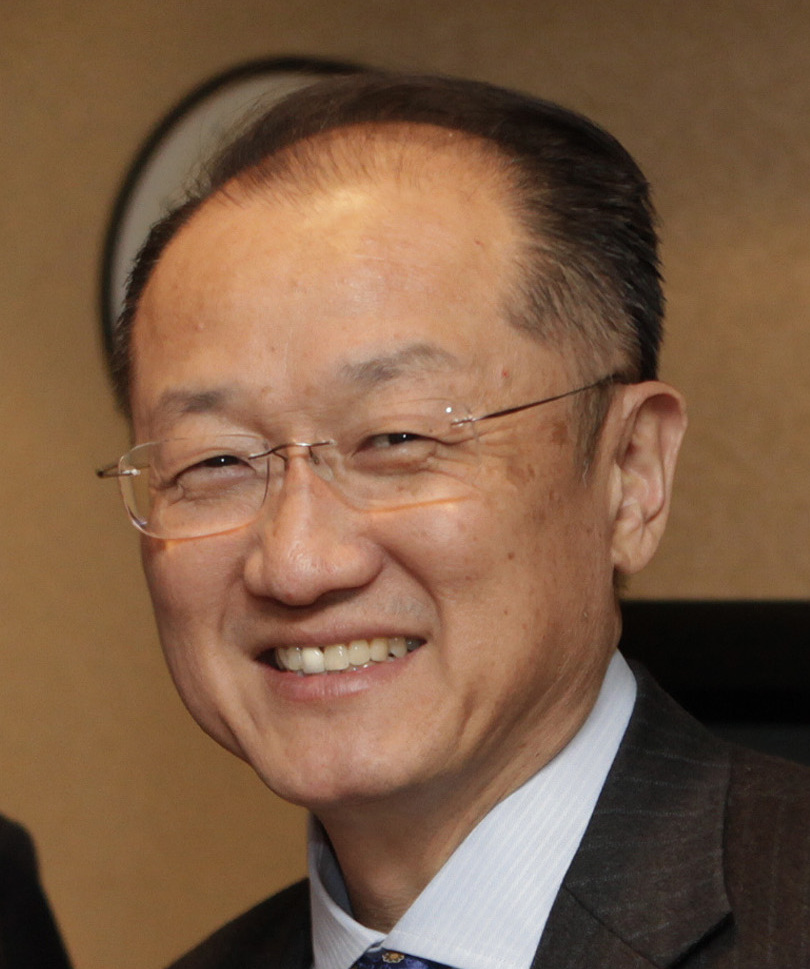
Banco Mundial Jim Yong Kim, Presidente
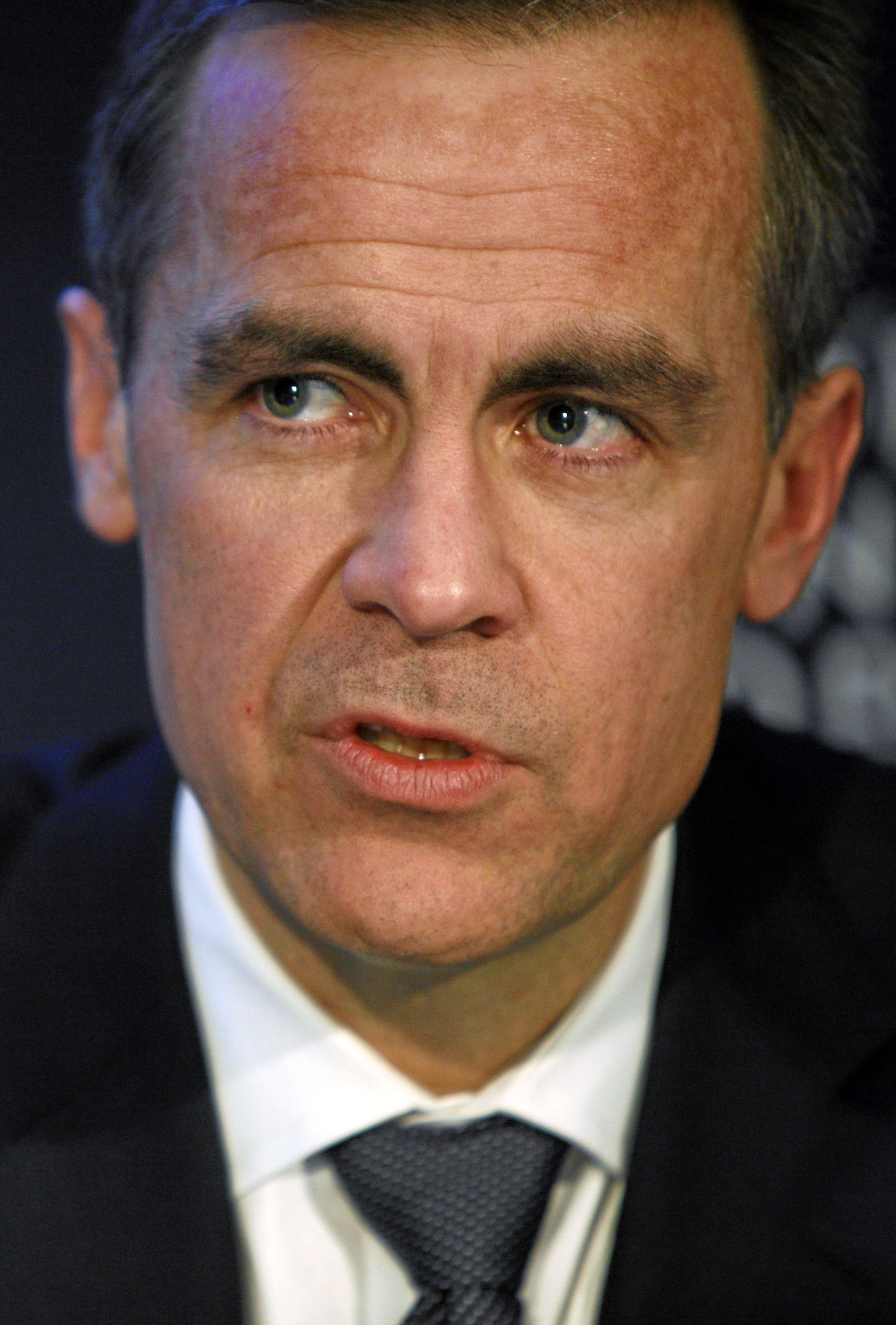
Consejo de Estabilidad Financiera Mark Carney, Presidente
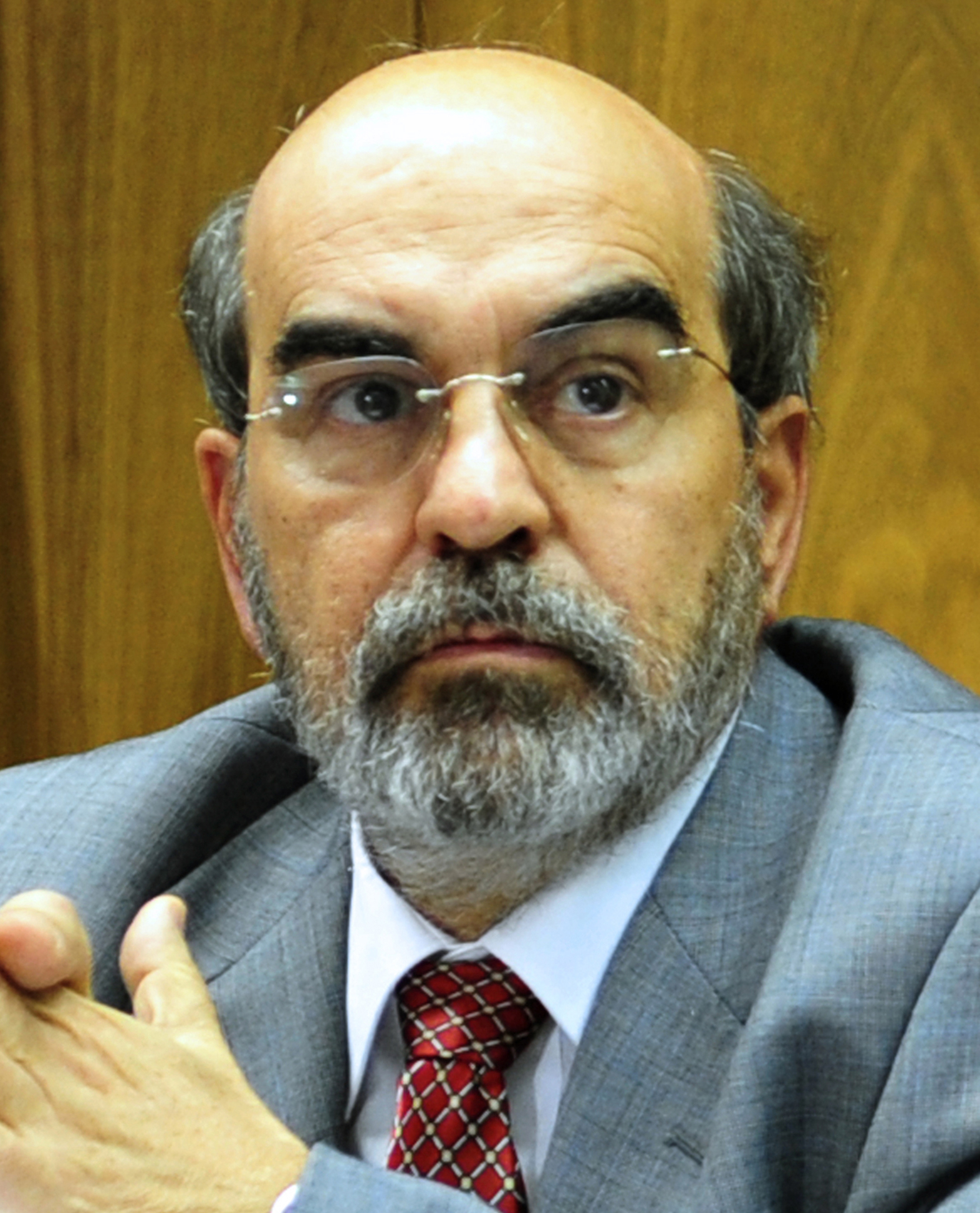
FAO José Graziano da Silva, Director General
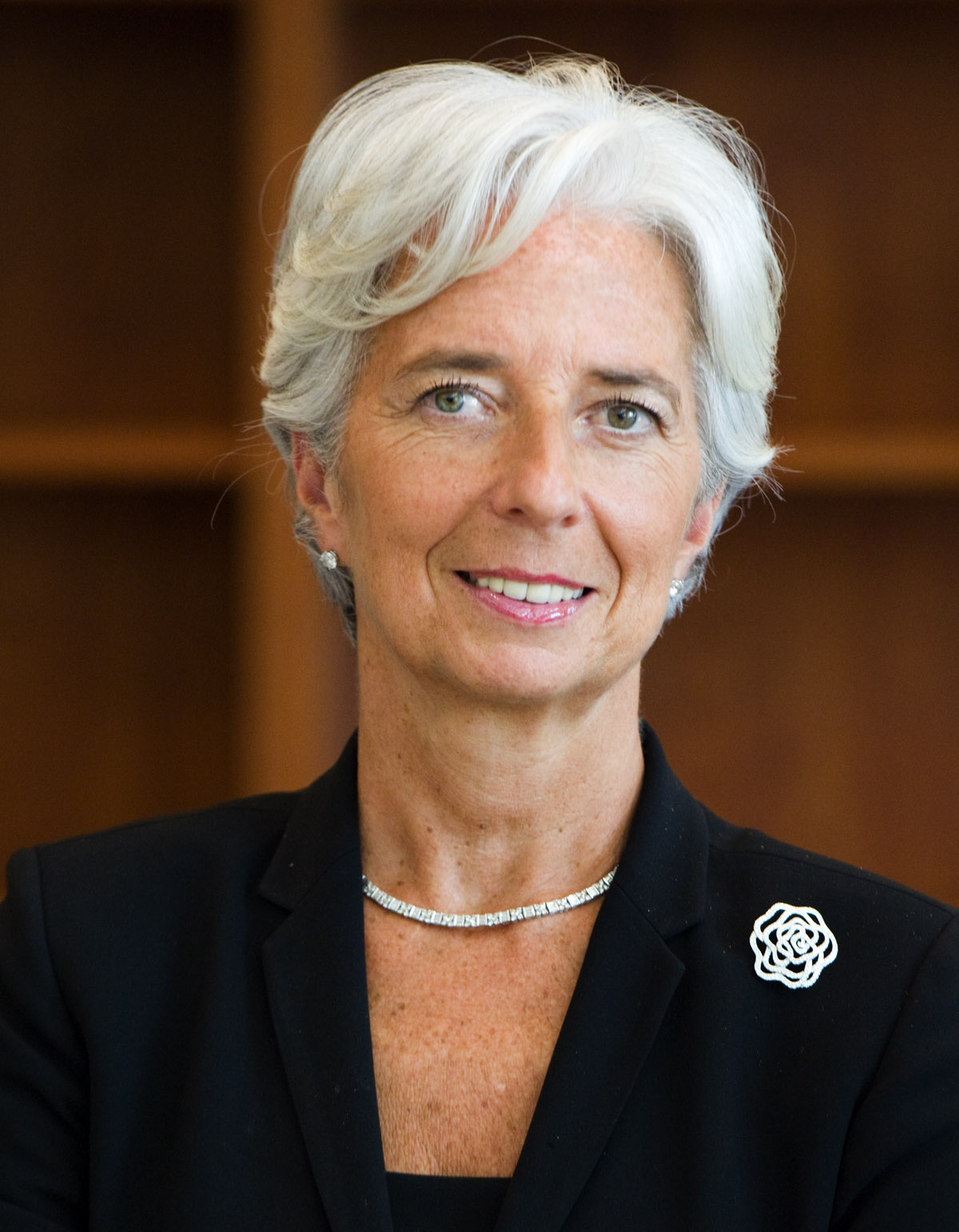
FMI Christine Lagarde, Directora Gerente
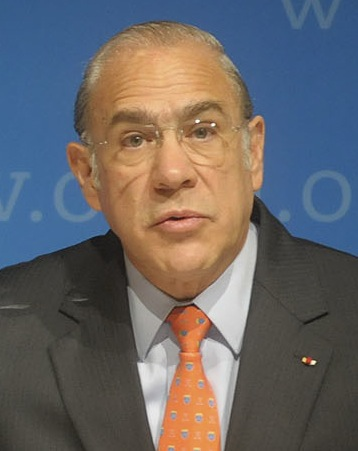
OCDE José Ángel Gurría, Secretario General
OIT Guy Ryder, Director General
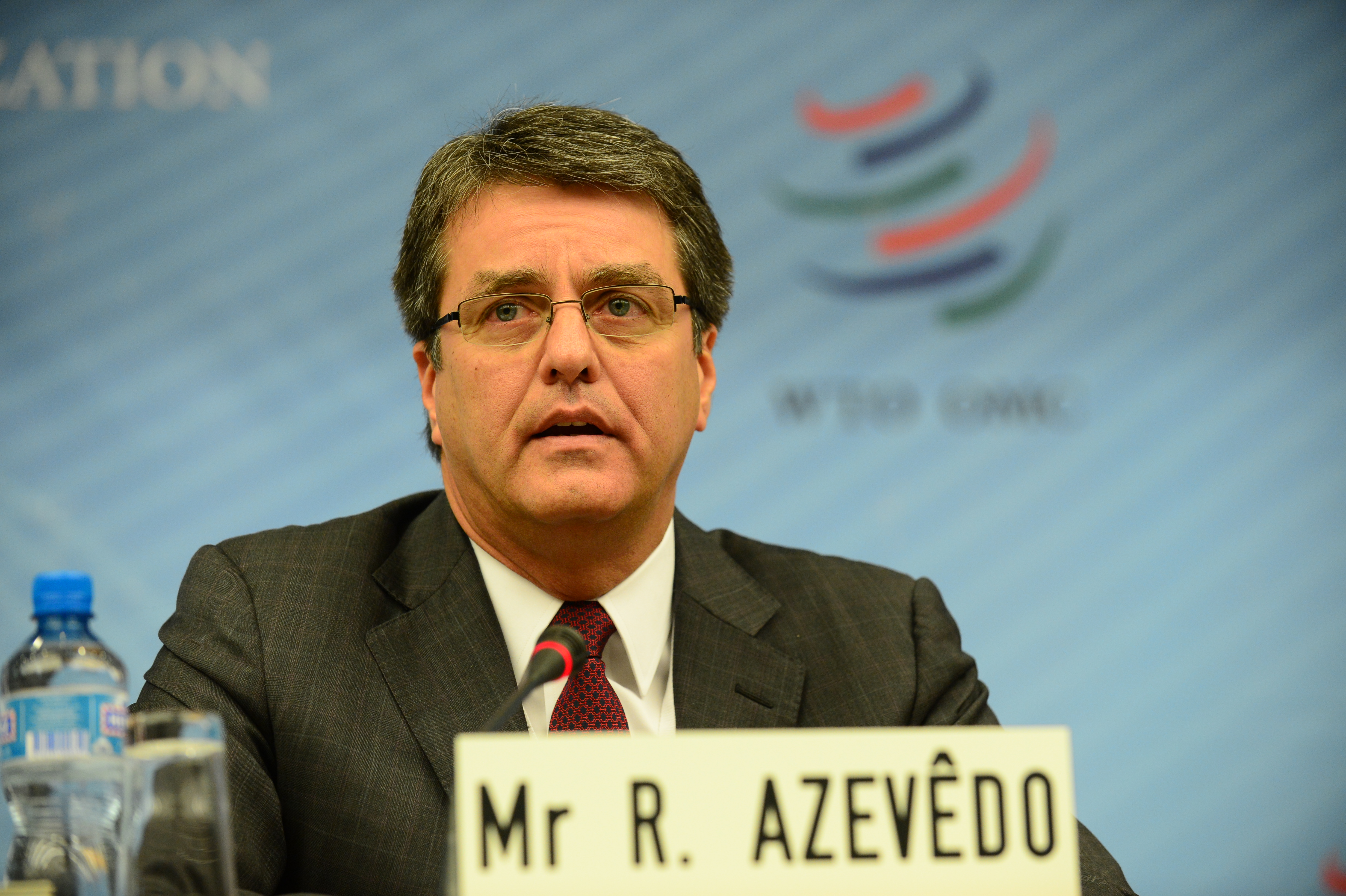
OMC Roberto Azevêdo, Director General
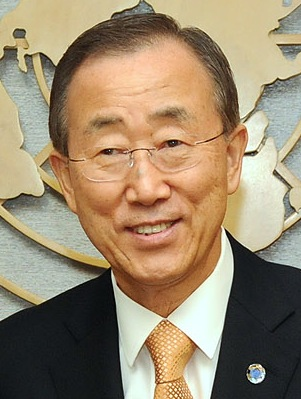
ONU Ban Ki-moon, Secretario General